# Casamento lavanda
Casamento lavanda (em inglês lavander marriage) é como os países de língua inglesa chamam o casamento entre um homem e mulher em que um ou ambos os parceiros são homossexuais ou bissexuais. O termo mais geral é casamento de orientação mista. É uma forma especifica de casamento por conveniência, no qual o casamento é formado por alguma outra razão que não seja a conexão romântica, presumida como sendo a base dos casamentos modernos, por razões legais envolvendo herança ou imigração, por exemplo.
Os parceiros em um casamento lavanda estão escondendo o fato de que a orientação sexual de pelo menos um deles não é primariamente heterossexual. O termo casamento lavanda data do início do século XX, e é usado quase exclusivamente para caracterizar certos casamentos de personalidades públicas na primeira metade do século XX, principalmente antes da Segunda Guerra Mundial. Na época, a atitude do público em relação à homossexualidade tornava impossível que uma pessoa seguisse uma carreira pública, notadamente na indústria cinematográfica de Hollywood, e reconhecesse sua homossexualidade. Um dos primeiros usos do termo apareceu na imprensa britânica em 1895, numa época em que a cor lavanda era associada à homossexualidade.

## Uso
Com a inclusão de cláusulas de moralidade nos contratos de atores de Hollywood na década de 1920, algumas estrelas no armário arranjaram casamentos de conveniência para proteger sua reputação pública e preservar suas carreiras. Uma exceção notória, que demonstrou a posição precária do homossexual público, foi a do ator norte-americano William Haines, que pôs um fim repentino à sua carreira aos 35 anos de idade. Ele se recusou a terminar seu relacionamento com seu parceiro, Jimmy Shields, e entrar em um casamento de fachada, por ordens do chefe de seu estúdio, Metro-Goldwyn-Mayer. O termo casamento lavanda foi usado para caracterizar esses casais/indivíduos:
- O casamento do ator italiano Rodolfo Valentino, em 1923, com a designer de figurinos e sets Natacha Rambova, que era lésbica, disfarçou o relacionamento da mesma com a atriz Alla Nazimova, bem como sua suposta bissexualidade.[4]
- A locutora e jornalista inglesa Nancy Spain considerou entrar em um casamento lavanda para disfarçar seu relacionamento com Joan Werner Laurie, uma editora de revistas e de livros.[5]
- O casamento entre os atores norte-americanos Robert Taylor e Barbara Stanwyck aparentemente era para disfarçar a suposta bissexualidade dela, e foi caracterizado como lavanda por esse motivo, mas foi motivado pela necessidade de proteger a reputação de ambos depois de um artigo da revista Photoplay relatar que eles estavam vivendo juntos por anos apesar de não serem casados.[6]
- O ator estadunidense Rock Hudson, preocupado com rumores de que a revista Confidential estava planejando expor sua homossexualidade, casou-se com Phyllis Gates, uma jovem contratada por seu agente, em 1955.[7]
- O termo foi aplicado ao casamento do ator estadunidense Tyrone Power e da atriz francesa Annabella em 1939.[8]
- A atriz e produtora de teatro americana Katharine Cornell casou-se com o diretor teatral Guthrie McClintic em 1921. Ela aparecia apenas em produções dirigidas por ele, e eles viveram juntos em sua casa em Manhattan até à morte dele em 1961.[9]
- O ator sueco de Hollywood Nils Asther e a artista de vaudeville ivian Duncan tiveram um breve casamento de conveniência que resultou em um filho; Asther era um bem conhecido homossexual que tinha um relacionamento com o ator/dublê Kenneth DuMain.[10]